# スルファニル酸
スルファニル酸（4-アミノベンゼンスルホン酸）（英語:Sulfanilic acid (4-Aminobenzenesulfonic acid)）は、わずかに黄色がかった白色（Off-White、白の濃淡参照）の結晶で、硝酸イオンや亜硝酸イオンの定量分析に使われる物質である。固体では双性イオンとして存在し、融点が高い
。

## 合成
スルファニル酸はアニリンのスルホ化で得られる。

## 応用
スルファニル酸はジアゾ化合物を作りやすいため、アゾ染料やサルファ剤の合成に使用される。またこの性質を利用してN-(1-ナフチル)エチレンジアミンとともにジアゾカップリングを行ってアゾ染料を合成し、硝酸イオンや亜硝酸イオンを定量分析するのに使われる。各イオンの濃度は溶液の赤色の強さから推測される
またスルファニル酸は燃焼分析やポーリー反応でも用いられる。